# Monument 100 jaar Javaanse immigratie (Groningen)
Er staat een monument ter ere van 100 jaar Javaanse immigratie in Groningen in Suriname. Het werd onthuld in 1990.
Het monument werd opgericht ter herdenking Javaanse immigratie in Suriname. De eerste Javanen kwamen in Suriname aan op 9 augustus 1890.
Dit monument is een uit een aantal monumenten die in 1990 tijdens het eeuwfeest werden onthuld. Andere monumenten staan in Paramaribo en in Nieuw-Nickerie. Het eerste monument in Suriname dat aan de Javaanse immigratie herinnert, is het Javaanse monument in Wageningen uit 1970 (80-jarig jubileum). Dit laatste staat voor het culturele centrum Sana Budaya dat eveneens in 1990 werd geopend. Ook werd er dit jaar speciaal een postzegel uitgegeven met dit thema.